# Férfi labdarúgótorna a 2016. évi nyári olimpiai játékokon
A 2016. évi nyári olimpiai játékokon a férfi labdarúgótornát augusztus 4. és augusztus 20. között rendezték meg. A FIFA alá tartozó nemzeti tagszövetségek kontinentális selejtezőtornákon vívhatták ki az olimpiára való kijutást. Brazília a rendező jogán automatikus résztvevője volt a tornának.

## Selejtezők
| Esemény                                        | Dátum                  | Helyszín                  | Kvóta | Kvalifikált csapatok                                                  |
| ---------------------------------------------- | ---------------------- | ------------------------- | ----- | --------------------------------------------------------------------- |
| Rendező                                        | –                      | –                         | 1     | Brazília (BRA)                                                        |
| 2015-ös U23-as labdarúgó-Afrika-bajnokság      | 2015. december 12.     | Szenegál                  | 3     | Nigéria (NGR) · Algéria (ALG) · Dél-afrikai Köztársaság (RSA)         |
| 2016-os U23-as labdarúgó-Ázsia-bajnokság       | 2016. január 30.       | Katar                     | 3     | Japán (JPN) · Dél-Korea (KOR) · Irak (IRQ)                            |
| 2015-ös férfi CONCACAF olimpiai selejtezőtorna | 2015. október 13.      | Amerikai Egyesült Államok | 2     | Mexikó (MEX) · Honduras (HON)                                         |
| 2015-ös U20-as labdarúgó-Dél-Amerika-bajnokság | 2015 február 7.        | Uruguay                   | 1     | Argentína (ARG)                                                       |
| 2015-ös U21-es labdarúgó-Európa-bajnokság      | 2015. június 30.       | Csehország                | 4     | Dánia (DEN) · Németország (GER) · Portugália (POR) · Svédország (SWE) |
| Csendes óceáni játékok                         | 2015. július 17.       | Pápua Új-Guinea           | 1     | Fidzsi-szigetek (FIJ)                                                 |
| Amerikai pótselejtező                          | 2016. március 25 – 29. |                           | 1     | Kolumbia (COL)                                                        |
| Összesen                                       |                        |                           | 16    |                                                                       |

## Játékvezetők
| Játékvezető        | Asszisztensek                          |
| AFC                | AFC                                    |
| ------------------ | -------------------------------------- |
| Alirezá Fagáni     | Reza Sokhandan Mohammadreza Mansouri   |
| Szató Rjúdzsi      | Szagara Tóru Jamaucsi Hirosi           |
| Fahad Al-Mirdasi   | Abdullah Al-Shalwai Mohammed Al-Abakry |
| CAF                |                                        |
| Gihád Grísa        | Rédouane Achik Waleed Ahmed            |
| Malang Diedhiou    | Djibril Camara El Hadji Malick Samba   |
| CONCACAF           |                                        |
| Walter López       | Gerson López Castellanos Leonel Leal   |
| César Arturo Ramos | Marvin Torrentera Miguel Hernández     |
| CONMEBOL           |                                        |
| Néstor Pitana      | Hernán Maidana Juan Pablo Belatti      |
| Sandro Ricci       | Emerson de Carvalho Marcelo Van Gasse  |
| Roddy Zambrano     | Christian Lescano Byron Romero         |

| Játékvezető         | Asszisztensek                        |
| OFC                 | OFC                                  |
| ------------------- | ------------------------------------ |
| Matthew Conger      | Simon Lount Tevita Makasini          |
| UEFA                |                                      |
| Clément Turpin      | Frédéric Cano Nicolas Danos          |
| Szergej Karaszjov   | Tyihon Kalugin Nyikolaj Golubev      |
| Ovidiu Hațegan      | Octavian Şovre Sebastian Gheorghe    |
| Antonio Mateu Lahoz | Pau Cebrián Devis Roberto Díaz Pérez |
| Cüneyt Çakır        | Bahattin Duran Tarık Ongun           |

## Csoportkör
A csoportkörben minden csapat a másik három csapattal egy-egy mérkőzést játszott, így összesen 6 mérkőzésre került sor mind a négy csoportban. A csoportokból az első két helyezett jutott tovább a negyeddöntőbe. Minden csoportban az utolsó két mérkőzést azonos időpontban játszották.
A mérkőzések kezdési időpontjai helyi idő szerint, zárójelben magyar idő szerint olvashatóak.

### A csoport
| Hely. | Csapat                        | M | Gy | D | V | G+ | G– | Gk | P | Továbbjutás |
| ----- | ----------------------------- | - | -- | - | - | -- | -- | -- | - | ----------- |
| 1.    | Brazília (BRA)                | 3 | 1  | 2 | 0 | 4  | 0  | +4 | 5 | Negyeddöntő |
| 2.    | Dánia (DEN)                   | 3 | 1  | 1 | 1 | 1  | 4  | −3 | 4 | Negyeddöntő |
| 3.    | Irak (IRQ)                    | 3 | 0  | 3 | 0 | 1  | 1  | 0  | 3 |             |
| 4.    | Dél-afrikai Köztársaság (RSA) | 3 | 0  | 2 | 1 | 1  | 2  | −1 | 2 |             |

| 2016. augusztus 4. 13:00 (18:00) |

| Irak (IRQ) | 0–0         | Dánia (DEN) |
| ---------- | ----------- | ----------- |
|            | Jegyzőkönyv |             |

| Estádio Nacional de Brasília, Brazíliaváros Nézőszám: 18 000 Játékvezető: César Arturo Ramos (mexikói) |

| 2016. augusztus 4. 16:00 (21:00) |

| Brazília (BRA) | 0–0         | Dél-afrikai Köztársaság (RSA) |
| -------------- | ----------- | ----------------------------- |
|                | Jegyzőkönyv | Mvala 56′, 59′                |

| Estádio Nacional de Brasília, Brazíliaváros Nézőszám: 69 389 Játékvezető: Antonio Mateu Lahoz (spanyol) |

| 2016. augusztus 7. 19:00 (0:00) |

| Dánia (DEN) | 1–0               | Dél-afrikai Köztársaság (RSA) |
| ----------- | ----------------- | ----------------------------- |
| Skov 69'    | (0–0) Jegyzőkönyv |                               |

| Estádio Nacional de Brasília, Brazíliaváros Nézőszám: 32 314 Játékvezető: Szató Rjúdzsi (japán) |

| 2016. augusztus 7. 22:00 (3:00) |

| Brazília (BRA) | 0–0         | Irak (IRQ) |
| -------------- | ----------- | ---------- |
|                | Jegyzőkönyv |            |

| Estádio Nacional de Brasília, Brazíliaváros Nézőszám: 65 829 Játékvezető: Ovidiu Hațegan (román) |

| 2016. augusztus 10. 22:00 (3:00) |

| Dánia (DEN) | 0–4               | Brazília (BRA)                                    |
| ----------- | ----------------- | ------------------------------------------------- |
|             | (0–2) Jegyzőkönyv | Gabriel 26' 80' Gabriel Jesus 40' Luan Garcia 50' |

| Arena Fonte Nova, Salvador da Bahia Nézőszám: 41 067 Játékvezető: Alirezá Fagáni (iráni) |

| 2016. augusztus 10. 22:00 (3:00) |

| Dél-afrikai Köztársaság (RSA) | 1–1               | Irak (IRQ)      |
| ----------------------------- | ----------------- | --------------- |
| Motupa 6'                     | (1–1) Jegyzőkönyv | Abd el-Amír 14' |

| Arena de São Paulo, São Paulo Nézőszám: 37 742 Játékvezető: Roddy Zambrano (ecuadori) |

### B csoport
| Hely. | Csapat           | M | Gy | D | V | G+ | G– | Gk | P | Továbbjutás |
| ----- | ---------------- | - | -- | - | - | -- | -- | -- | - | ----------- |
| 1.    | Nigéria (NGR)    | 3 | 2  | 0 | 1 | 6  | 6  | 0  | 6 | Negyeddöntő |
| 2.    | Kolumbia (COL)   | 3 | 1  | 2 | 0 | 6  | 4  | +2 | 5 | Negyeddöntő |
| 3.    | Japán (JPN)      | 3 | 1  | 1 | 1 | 7  | 7  | 0  | 4 |             |
| 4.    | Svédország (SWE) | 3 | 0  | 1 | 2 | 2  | 4  | −2 | 1 |             |

| 2016. augusztus 4. 18:00 (0:00) |

| Svédország (SWE)        | 2–2               | Kolumbia (COL)                     |
| ----------------------- | ----------------- | ---------------------------------- |
| Ishak 43' Ajdarevic 62' | (1–1) Jegyzőkönyv | Gutiérrez 17' Pabón 75' (11-esből) |

| Arena da Amazônia, Manaus Nézőszám: 29 996 Játékvezető: Fahad Al-Mirdasi (Szaúd-arábiai) |

| 2016. augusztus 4. 21:00 (3:00) |

| Nigéria (NGR)                             | 5–4               | Japán (JPN)                                                |
| ----------------------------------------- | ----------------- | ---------------------------------------------------------- |
| Sadiq 6' Etebo 11' 42' 51' (11-esből) 66' | (3–2) Jegyzőkönyv | Kóroki 9' (11-esből) Minamino 13' Aszano 70' Szuzuki 90+5' |

| Arena da Amazônia, Manaus Nézőszám: 29 996 Játékvezető: Clément Turpin (francia) |

| 2016. augusztus 7. 18:00 (0:00) |

| Svédország (SWE) | 0–1               | Nigéria (NGR) |
| ---------------- | ----------------- | ------------- |
|                  | (0–1) Jegyzőkönyv | Sadiq 40'     |

| Arena da Amazônia, Manaus Nézőszám: 23 892 Játékvezető: Matthew Conger (új-zélandi) |

| 2016. augusztus 7. 21:00 (3:00) |

| Japán (JPN)               | 2–2               | Kolumbia (COL)                       |
| ------------------------- | ----------------- | ------------------------------------ |
| Aszano 67' Nakadzsima 74' | (0–0) Jegyzőkönyv | Gutiérrez 59' Fudzsiharu 65' (öngól) |

| Arena da Amazônia, Manaus Nézőszám: 26 603 Játékvezető: Szergej Karaszjov (orosz) |

| 2016. augusztus 10. 19:00 (0:00) |

| Kolumbia (COL)                    | 2–0               | Nigéria (NGR) |
| --------------------------------- | ----------------- | ------------- |
| Gutiérrez 4' Pabón 63' (11-esből) | (1–0) Jegyzőkönyv |               |

| Arena de São Paulo, São Paulo Nézőszám: 36 702 Játékvezető: César Arturo Ramos (mexikói) |

| 2016. augusztus 10. 19:00 (0:00) |

| Japán (JPN)  | 1–0               | Svédország (SWE) |
| ------------ | ----------------- | ---------------- |
| Jadzsima 65' | (0–0) Jegyzőkönyv |                  |

| Arena Fonte Nova, Salvador da Bahia Nézőszám: 17 821 Játékvezető: Malang Diedhiou (szenegáli) |

### C csoport
| Hely. | Csapat                | M | Gy | D | V | G+ | G– | Gk  | P | Továbbjutás |
| ----- | --------------------- | - | -- | - | - | -- | -- | --- | - | ----------- |
| 1.    | Dél-Korea (KOR)       | 3 | 2  | 1 | 0 | 12 | 3  | +9  | 7 | Negyeddöntő |
| 2.    | Németország (GER)     | 3 | 1  | 2 | 0 | 15 | 5  | +10 | 5 | Negyeddöntő |
| 3.    | Mexikó (MEX)          | 3 | 1  | 1 | 1 | 7  | 4  | +3  | 4 |             |
| 4.    | Fidzsi-szigetek (FIJ) | 3 | 0  | 0 | 3 | 1  | 23 | −22 | 0 |             |

| 2016. augusztus 4. 17:00 (22:00) |

| Mexikó (MEX)            | 2–2               | Németország (GER)     |
| ----------------------- | ----------------- | --------------------- |
| Peralta 52' Pizarro 62' | (0–0) Jegyzőkönyv | Gnabry 58' Ginter 78' |

| Arena Fonte Nova, Salvador da Bahia Nézőszám: 16 500 Játékvezető: Alirezá Fagáni (iráni) |

| 2016. augusztus 4. 20:00 (1:00) |

| Fidzsi-szigetek (FIJ) | 0–8               | Dél-Korea (KOR)                                                 |
| --------------------- | ----------------- | --------------------------------------------------------------- |
|                       | (0–1) Jegyzőkönyv | Rju 32' 63' 90+3' Kvon 62' 63' Szon 72' (11-esből) Szok 77' 90' |

| Arena Fonte Nova, Salvador da Bahia Nézőszám: 16 000 Játékvezető: Malang Diedhiou (szenegáli) |

| 2016. augusztus 7. 13:00 (18:00) |

| Fidzsi-szigetek (FIJ) | 1–5               | Mexikó (MEX)                          |
| --------------------- | ----------------- | ------------------------------------- |
| Krishna 11'           | (1–0) Jegyzőkönyv | Gutiérrez 48' 55' 58' 73' Salcedo 67' |

| Arena Fonte Nova, Salvador da Bahia Nézőszám: 11 200 Játékvezető: Gihád Grísa (egyiptomi) |

| 2016. augusztus 7. 16:00 (21:00) |

| Németország (GER)          | 3–3               | Dél-Korea (KOR)             |
| -------------------------- | ----------------- | --------------------------- |
| Gnabry 33' 90+2' Selke 55' | (1–1) Jegyzőkönyv | Hvang 25' Szon 57' Szok 87' |

| Arena Fonte Nova, Salvador da Bahia Nézőszám: 17 121 Játékvezető: Néstor Pitana (argentin) |

| 2016. augusztus 10. 16:00 (21:00) |

| Németország (GER)                                                       | 10–0              | Fidzsi-szigetek (FIJ) |
| ----------------------------------------------------------------------- | ----------------- | --------------------- |
| Gnabry 8' 45' Petersen 14' 33' 40' 63' (11-esből) 70' Meyer 30' 49' 52' | (6–0) Jegyzőkönyv |                       |

| Estádio Mineirão, Belo Horizonte Nézőszám: 16 521 Játékvezető: Fahad Al-Mirdasi (Szaúd-arábiai) |

| 2016. augusztus 10. 16:00 (21:00) |

| Dél-Korea (KOR) | 1–0               | Mexikó (MEX) |
| --------------- | ----------------- | ------------ |
| Kvon 73'        | (0–0) Jegyzőkönyv |              |

| Estádio Nacional de Brasília, Brazíliaváros Nézőszám: 19 332 Játékvezető: Clément Turpin (francia) |

### D csoport
| Hely. | Csapat           | M | Gy | D | V | G+ | G– | Gk | P | Továbbjutás |
| ----- | ---------------- | - | -- | - | - | -- | -- | -- | - | ----------- |
| 1.    | Portugália (POR) | 3 | 2  | 1 | 0 | 5  | 2  | +3 | 7 | Negyeddöntő |
| 2.    | Honduras (HON)   | 3 | 1  | 1 | 1 | 5  | 5  | 0  | 4 | Negyeddöntő |
| 3.    | Argentína (ARG)  | 3 | 1  | 1 | 1 | 3  | 4  | −1 | 4 |             |
| 4.    | Algéria (ALG)    | 3 | 0  | 1 | 2 | 4  | 6  | −2 | 1 |             |

| 2016. augusztus 4. 15:00 (20:00) |

| Honduras (HON)                    | 3–2               | Algéria (ALG)              |
| --------------------------------- | ----------------- | -------------------------- |
| Quioto 13' Pereira 33' Lozano 79' | (2–0) Jegyzőkönyv | Bendebka 68' Bounedjah 85' |

| Estádio Olímpico João Havelange, Rio de Janeiro Nézőszám: 20 000 Játékvezető: Sandro Ricci (brazil) |

| 2016. augusztus 4. 18:00 (23:00) |

| Portugália (POR)       | 2–0               | Argentína (ARG) |
| ---------------------- | ----------------- | --------------- |
| Paciência 66' Pité 84' | (0–0) Jegyzőkönyv |                 |

| Estádio Olímpico João Havelange, Rio de Janeiro Nézőszám: 37 407 Játékvezető: Walter López (guatemalai) |

| 2016. augusztus 7. 15:00 (20:00) |

| Honduras (HON) | 1–2               | Portugália (POR)             |
| -------------- | ----------------- | ---------------------------- |
| Elis 1'        | (1–2) Jegyzőkönyv | Figueiredo 21' Paciência 36' |

| Estádio Olímpico João Havelange, Rio de Janeiro Nézőszám: 32 928 Játékvezető: Roddy Zambrano (ecuadori) |

| 2016. augusztus 7. 18:00 (23:00) |

| Argentína (ARG)        | 2–1               | Algéria (ALG) |
| ---------------------- | ----------------- | ------------- |
| Correa 47' Calleri 70' | (0–0) Jegyzőkönyv | Bendebka 64'  |

| Estádio Olímpico João Havelange, Rio de Janeiro Nézőszám: 37 450 Játékvezető: Cüneyt Çakır (török) |

| 2016. augusztus 10. 13:00 (18:00) |

| Algéria (ALG) | 1–1               | Portugália (POR)         |
| ------------- | ----------------- | ------------------------ |
| Benkablia 30' | (1–1) Jegyzőkönyv | Paciência 25' (11-esből) |

| Estádio Mineirão, Belo Horizonte Nézőszám: 13 787 Játékvezető: Matthew Conger (új-zélandi) |

| 2016. augusztus 10. 13:00 (18:00) |

| Argentína (ARG) | 1–1               | Honduras (HON)        |
| --------------- | ----------------- | --------------------- |
| Martínez 90+3'  | (0–0) Jegyzőkönyv | Lozano 75' (11-esből) |

| Estádio Nacional de Brasília, Brazíliaváros Nézőszám: 16 029 Játékvezető: Antonio Mateu Lahoz (spanyol) |

## Egyenes kieséses szakasz
|  |               |                   |                   |                   |       |                |                |                |                |               |               |       |       |
|  | Negyeddöntők  | Negyeddöntők      | Negyeddöntők      |                   |       | Elődöntők      | Elődöntők      | Elődöntők      |                |               | Döntő         | Döntő | Döntő |
|  | Negyeddöntők  | Negyeddöntők      | Negyeddöntők      |                   |       | Elődöntők      | Elődöntők      | Elődöntők      |                |               | Döntő         | Döntő | Döntő |
|  | augusztus 13. |                   |                   |                   |       |                |                |                |                |               |               |       |       |
|  |               |                   |                   |                   |       |                |                |                |                |               |               |       |       |
|  | A1            | Brazília (BRA)    | 2                 |                   |       |                |                |                |                |               |               |       |       |
|  | A1            | Brazília (BRA)    | 2                 | augusztus 17.     |       |                |                |                |                |               |               |       |       |
|  | B2            | Kolumbia (COL)    | 0                 |                   |       |                |                |                |                |               |               |       |       |
|  | B2            | Kolumbia (COL)    | 0                 |                   |       | Brazília (BRA) | Brazília (BRA) | 6              |                |               |               |       |       |
|  | augusztus 13. |                   |                   |                   |       | Brazília (BRA) | Brazília (BRA) | 6              |                |               |               |       |       |
|  |               |                   | Honduras (HON)    | Honduras (HON)    | 0     |                |                |                |                |               |               |       |       |
|  | C1            | Dél-Korea (KOR)   | Honduras (HON)    | Honduras (HON)    | 0     | 0              |                |                |                |               |               |       |       |
|  | C1            | Dél-Korea (KOR)   |                   |                   |       | 0              | augusztus 20.  |                |                |               |               |       |       |
|  | D2            | Honduras (HON)    | 1                 |                   |       |                |                |                |                |               |               |       |       |
|  | D2            | Honduras (HON)    | 1                 |                   |       | Brazília (BRA) | Brazília (BRA) | 1 (5)          |                |               |               |       |       |
|  | augusztus 13. |                   |                   |                   |       | Brazília (BRA) | Brazília (BRA) | 1 (5)          |                |               |               |       |       |
|  |               |                   | Németország (GER) | Németország (GER) | 1 (4) |                |                |                |                |               |               |       |       |
|  | B1            | Nigéria (NGR)     | Németország (GER) | Németország (GER) | 1 (4) | 2              |                |                |                |               |               |       |       |
|  | B1            | Nigéria (NGR)     | augusztus 17.     |                   |       | 2              |                |                |                |               |               |       |       |
|  | A2            | Dánia (DEN)       | 0                 |                   |       |                |                |                |                |               |               |       |       |
|  | A2            | Dánia (DEN)       | 0                 |                   |       | Nigéria (NGR)  | Nigéria (NGR)  | 0              | Bronzmérkőzés  | Bronzmérkőzés | Bronzmérkőzés |       |       |
|  | augusztus 13. |                   |                   |                   |       | Nigéria (NGR)  | Nigéria (NGR)  | 0              | Bronzmérkőzés  | Bronzmérkőzés | Bronzmérkőzés |       |       |
|  |               |                   | Németország (GER) | Németország (GER) | 2     |                |                | augusztus 20.  | augusztus 20.  | augusztus 20. |               |       |       |
|  | D1            | Portugália (POR)  | Németország (GER) | Németország (GER) | 2     | 0              |                | augusztus 20.  | augusztus 20.  | augusztus 20. |               |       |       |
|  | D1            | Portugália (POR)  |                   |                   |       |                |                | Honduras (HON) | Honduras (HON) | 2             |               |       |       |
|  | C2            | Németország (GER) | 4                 |                   |       |                |                | Honduras (HON) | Honduras (HON) | 2             |               |       |       |
|  | C2            | Németország (GER) | 4                 |                   |       | Nigéria (NGR)  | Nigéria (NGR)  | 3              |                |               |               |       |       |
|  |               |                   |                   |                   |       | Nigéria (NGR)  | Nigéria (NGR)  | 3              |                |               |               |       |       |

### Negyeddöntők
| 2016. augusztus 13. 13:00 (18:00) |

| Portugália (POR) | 0–4               | Németország (GER)                         |
| ---------------- | ----------------- | ----------------------------------------- |
|                  | (0–1) Jegyzőkönyv | Gnabry 45+1' Ginter 57' Selke 75' Max 87' |

| Estádio Nacional de Brasília, Brazíliaváros Nézőszám: 55 412 Játékvezető: Walter López Castellanos (guatemalai) |

| 2016. augusztus 13. 16:00 (21:00) |

| Nigéria (NGR)      | 2–0               | Dánia (DEN) |
| ------------------ | ----------------- | ----------- |
| Mikel 15' Umar 59' | (1–0) Jegyzőkönyv |             |

| Arena Fonte Nova, Salvador da Bahia Nézőszám: 30 307 Játékvezető: Sandro Ricci (brazil) |

| 2016. augusztus 13. 19:00 (0:00) |

| Dél-Korea (KOR) | 0–1               | Honduras (HON) |
| --------------- | ----------------- | -------------- |
|                 | (0–0) Jegyzőkönyv | Elis 59'       |

| Estádio Mineirão, Belo Horizonte Nézőszám: 36 704 Játékvezető: Gihád Grísa (egyiptomi) |

| 2016. augusztus 13. 22:00 (3:00) |

| Brazília (BRA)      | 2–0               | Kolumbia (COL) |
| ------------------- | ----------------- | -------------- |
| Neymar 12' Luan 83' | (1–0) Jegyzőkönyv |                |

| Arena de São Paulo, São Paulo Nézőszám: 41 560 Játékvezető: Cüneyt Çakır (török) |

### Elődöntők
| 2016. augusztus 17. 13:00 (18:00) |

| Brazília (BRA)                                                           | 6–0               | Honduras (HON) |
| ------------------------------------------------------------------------ | ----------------- | -------------- |
| Neymar 1' 90+1' (11-esből) Gabriel Jesus 26' 35' Marquinhos 51' Luan 79' | (3–0) Jegyzőkönyv |                |

| Maracanã Stadion, Rio de Janeiro Nézőszám: 52 457 Játékvezető: Ovidiu Hațegan (román) |

| 2016. augusztus 17. 16:00 (21:00) |

| Nigéria (NGR) | 0–2               | Németország (GER)           |
| ------------- | ----------------- | --------------------------- |
|               | (0–1) Jegyzőkönyv | Klostermann 9' Petersen 89' |

| Arena de São Paulo, São Paulo Nézőszám: 35 562 Játékvezető: Néstor Pitana (argentin) |

### Bronzmérkőzés
| 2016. augusztus 20. 13:00 (18:00) |

| Honduras (HON)                          | 2–3               | Nigéria (NGR)                      |
| --------------------------------------- | ----------------- | ---------------------------------- |
| Anthony Lozano 71' Marcelo Perreira 86' | (0–1) Jegyzőkönyv | Umar Sadiq 34', 56' Aminu Umar 49' |

| Estádio Mineirão, Belo Horizonte Nézőszám: 9 091 Játékvezető: Sandro Ricci (brazil) |

### Döntő
| 2016. augusztus 20. 17:30 (22:30) |

| Brazília (BRA)                                       | 1–1 (h. u.)       | Németország (GER)                  |
| ---------------------------------------------------- | ----------------- | ---------------------------------- |
| Neymar 27'                                           | (1–0) Jegyzőkönyv | Meyer 59'                          |
| Büntetőpárbaj                                        |                   |                                    |
| Renato Augusto Marquinhos Rafinha Luan Garcia Neymar | 5–4               | Ginter Gnabry Brandt Süle Petersen |

| Maracanã Stadion, Rio de Janeiro Nézőszám: 63 707 Játékvezető: Alirezha Faghani (iráni) |

| A 2016. évi nyári olimpiai játékok férfi labdarúgótornájának olimpiai bajnoka |
| · BRAZÍLIA · 1. cím                                                           |
| ----------------------------------------------------------------------------- |

## Végeredmény
Az 5–16. helyezettek sorrendjének megállapítása az alábbi pontok alapján készült:
1. több szerzett pont (a 11-esekkel eldöntött találkozók a hosszabbítást követő eredménnyel, döntetlenként vannak feltüntetve)
2. jobb gólkülönbség
3. több szerzett gól

| Helyezés | Nemzet                        | M | Gy | D | V | G+ | G– | Gk  | P  |
| -------- | ----------------------------- | - | -- | - | - | -- | -- | --- | -- |
| Arany    | Brazília (BRA)                | 6 | 3  | 3 | 0 | 13 | 1  | +12 | 12 |
| Ezüst    | Németország (GER)             | 6 | 3  | 3 | 0 | 22 | 6  | +16 | 12 |
| Bronz    | Nigéria (NGR)                 | 6 | 4  | 0 | 2 | 11 | 10 | +1  | 12 |
| 4.       | Honduras (HON)                | 6 | 2  | 1 | 3 | 8  | 14 | −6  | 7  |
|          |                               |   |    |   |   |    |    |     |    |
| 5.       | Dél-Korea (KOR)               | 4 | 2  | 1 | 1 | 12 | 4  | +8  | 7  |
| 6.       | Portugália (POR)              | 4 | 2  | 1 | 1 | 5  | 6  | −1  | 7  |
| 7.       | Kolumbia (COL)                | 4 | 1  | 2 | 1 | 6  | 6  | 0   | 5  |
| 8.       | Dánia (DEN)                   | 4 | 1  | 1 | 2 | 1  | 6  | −5  | 4  |
|          |                               |   |    |   |   |    |    |     |    |
| 9.       | Mexikó (MEX)                  | 3 | 1  | 1 | 1 | 7  | 4  | +3  | 4  |
| 10.      | Japán (JPN)                   | 3 | 1  | 1 | 1 | 7  | 7  | 0   | 4  |
| 11.      | Argentína (ARG)               | 3 | 1  | 1 | 1 | 3  | 4  | −1  | 4  |
| 12.      | Irak (IRQ)                    | 3 | 0  | 3 | 0 | 1  | 1  | 0   | 3  |
| 13.      | Dél-afrikai Köztársaság (RSA) | 3 | 0  | 2 | 1 | 1  | 2  | −1  | 2  |
| 14.      | Algéria (ALG)                 | 3 | 0  | 1 | 2 | 4  | 6  | −2  | 1  |
| 15.      | Svédország (SWE)              | 3 | 0  | 1 | 2 | 2  | 4  | −2  | 1  |
| 16.      | Fidzsi-szigetek (FIJ)         | 3 | 0  | 0 | 3 | 1  | 23 | −22 | 0  |